# Charles de Souancé
Charles de Souancé (2 de maio de 1823 - 23 de janeiro de 1896) foi um ornitólogo francês e Comissário de bordo na Marinha Nacional Francesa, mais precisamente "Commissaire de la Marine". Ele fez muitos estudos sobre a coleção ornitológica de seu tio François Victor Masséna e descreveu várias novas espécies de papagaios (Psittacidae) na revista científica Revue et Magazin de Zoologie.
Uma subespécie de tiriba-fura-mata, Pyrrhura melanura souancei, leva o seu nome.

## Obras publicadas
- Description de quelques nouvelles espèces d'oiseaux de la famille des psittacidés, com François Victor Masséna, 1854
- Iconographie des perroquets, non figurés dans les publications de Levaillant et de M. Bourjot Saint-Hilaire, em colaboração com Charles Lucien Bonaparte e Émile Blanchard,  Paris : P. Bertrand, 1857.